# Bandera de Guyana
La bandera de la Guyana coneguda com la punta de fletxa daurada, va ser aprovada el 26 de maig de 1966. Va ser dissenyada per Whitney Smith, un nord-americà conegut pels seus estudis centrats en el simbolisme de les banderes. El disseny original no incloïa les vores negre i blanc que van ser incorporades pel Col·legi Heràldic del Regne Unit. El color verd representa l'agricultura i els boscos. El blanc simbolitza rius i aigua. L'or (groc) reflecteix la riquesa mineral del país. El negre representa la capacitat de resistència, i el vermell l'ardor i el dinamisme.